# Équipe de Suède masculine de handball au Championnat d'Europe 2016
Cet article relate le parcours de l'Équipe de Suède masculine de handball lors du Championnat d'Europe 2016 organisé en Pologne du 15 janvier au 31 janvier 2015. Il s'agit de la 11e participation de la Suède aux Championnats d'Europe.

## Présentation

### Qualification
|   | Équipe    | Pts | J | G | N | P | Bp  | Bc  | Diff |  | Résultats (dom.\ext.) |       |       |       |       |
| - | --------- | --- | - | - | - | - | --- | --- | ---- |  | --------------------- | ----- | ----- | ----- | ----- |
| 1 | Suède     | 11  | 6 | 5 | 1 | 0 | 182 | 134 | 48   |  | Suède                 |       | 28-24 | 33-23 | 27-22 |
| 2 | Slovénie  | 9   | 6 | 4 | 1 | 1 | 185 | 149 | 36   |  | Slovénie              | 28-28 |       | 37-20 | 31-25 |
| 3 | Lettonie  | 4   | 6 | 2 | 0 | 4 | 133 | 182 | -49  |  | Lettonie              | 14-33 | 28-39 |       | 25-18 |
| 4 | Slovaquie | 0   | 6 | 0 | 0 | 6 | 130 | 165 | -35  |  | Slovaquie             | 23-33 | 22-23 | 20-26 |       |

### Maillots
L'équipe de Suède porte pendant l'Euro 2016 un maillot confectionné par l'équipementier Adidas.
| Couleurs | Jeune et bleu |
| Marque   | Adidas        |
| Domicile | Extérieur     |

### Matchs de préparation
La Suède a joué 6 matchs de préparation :
| Équipe 1 | Résultat | Équipe 2     |
| -------- | -------- | ------------ |
| Suède    | 34-28    | Rép. tchèque |
| Suède    | 29-27    | Rép. tchèque |
| Espagne  | 32-22    | Suède        |
| Suède    | 26-28    | Pologne      |
| Suède    | 25-28    | Brésil       |

## Résultats

### Tour préliminaire
|   | Équipe    | Pts | J | G | N | P | Bp | Bc | Diff | Dép |
| - | --------- | --- | - | - | - | - | -- | -- | ---- | --- |
| 1 | Espagne   | 5   | 3 | 2 | 1 | 0 | 80 | 75 | 5    | 0   |
| 2 | Allemagne | 4   | 3 | 2 | 0 | 1 | 81 | 79 | 2    | 0   |
| 3 | Suède     | 2   | 3 | 1 | 0 | 2 | 71 | 72 | -1   | 0   |
| 4 | Slovénie  | 1   | 3 | 0 | 1 | 2 | 66 | 72 | -6   | 0   |

| 16.01.2016 - 20h45 | Suède     | 23 | 21 | Slovénie |
| 18.01.2016 - 20h30 | Allemagne | 27 | 26 | Suède    |
| 20.01.2016 - 20h00 | Espagne   | 24 | 22 | Suède    |

| 16 janvier 2016 20 h 45 | Suède    | 23-21   | Slovénie | Halle du Centenaire, Wrocław Affluence : 6 500 Arbitrage : Stoļarovs, Līcis |
| 16 janvier 2016 20 h 45 | Ekberg 4 | (16–9)  | Gaber 5  | Halle du Centenaire, Wrocław Affluence : 6 500 Arbitrage : Stoļarovs, Līcis |
| 16 janvier 2016 20 h 45 | ×2 ×6 ×1 | Rapport | ×2 ×5    | Halle du Centenaire, Wrocław Affluence : 6 500 Arbitrage : Stoļarovs, Līcis |

| 18 janvier 2016 20 h 30 | Allemagne   | 27-26   | Suède       | Halle du Centenaire, Wrocław Affluence : 6 500 Arbitrage : Gubica, Milošević |
| 18 janvier 2016 20 h 30 | Reichmann 9 | (13–17) | Jakobsson 8 | Halle du Centenaire, Wrocław Affluence : 6 500 Arbitrage : Gubica, Milošević |
| 18 janvier 2016 20 h 30 | ×4 ×5 ×1    | Rapport | ×3          | Halle du Centenaire, Wrocław Affluence : 6 500 Arbitrage : Gubica, Milošević |

| 20 janvier 2016 20 h 00 | Espagne  | 24–22   | Suède                    | Halle du Centenaire, Wrocław Affluence : 6 200 Arbitrage : Nachevski, Nikolov |
| 20 janvier 2016 20 h 00 | Rivera 9 | (12–10) | Žvižej, Viktor Östlund 4 | Halle du Centenaire, Wrocław Affluence : 6 200 Arbitrage : Nachevski, Nikolov |
| 20 janvier 2016 20 h 00 | ×3 ×2 ×1 | Rapport | ×2 ×4                    | Halle du Centenaire, Wrocław Affluence : 6 200 Arbitrage : Nachevski, Nikolov |

### Tour principal
Les résultats des matches joués lors du tour préliminaire sont conservés lors de ce tour principal, sauf celui joué contre l'équipe éliminée.
|   | Équipe    | Pts | J | G | N | P | Bp  | Bc  | Diff | Dép |
| - | --------- | --- | - | - | - | - | --- | --- | ---- | --- |
| 1 | Espagne   | 8   | 5 | 4 | 0 | 1 | 135 | 130 | 5    | +3  |
| 2 | Allemagne | 8   | 5 | 4 | 0 | 1 | 140 | 129 | 11   | -3  |
| 3 | Danemark  | 7   | 5 | 3 | 1 | 1 | 139 | 123 | 16   | 0   |
| 4 | Suède     | 4   | 5 | 1 | 2 | 2 | 126 | 121 | 5    | 0   |
| 5 | Russie    | 3   | 5 | 1 | 1 | 3 | 132 | 140 | -8   | 0   |
| 6 | Hongrie   | 0   | 5 | 0 | 0 | 5 | 110 | 139 | -29  | 0   |

| 22 janvier 2016 20h30 | Suède | 28 | 28 | Russie   |
| 26 janvier 2016 20h30 | Suède | 28 | 28 | Danemark |
| 27 janvier 2016 16h00 | Suède | 22 | 14 | Hongrie  |

| 22 janvier 2016 20h30 | Suède       | 28-28   | Russie    | Halle du Centenaire, Wrocław Affluence : 6 350 Arbitrage : Pichon, Reveret |
| 22 janvier 2016 20h30 | Jakobsson 9 | (15-15) | Dibirov 7 | Halle du Centenaire, Wrocław Affluence : 6 350 Arbitrage : Pichon, Reveret |
| 22 janvier 2016 20h30 | ×4 ×5       | Rapport | ×3 ×4     | Halle du Centenaire, Wrocław Affluence : 6 350 Arbitrage : Pichon, Reveret |

| 26 janvier 2016 20h30 | Suède           | 28-28   | Danemark   | Halle du Centenaire, Wrocław Affluence : 6 593 Arbitrage : Stoļarovs, Līcis |
| 26 janvier 2016 20h30 | three players 5 | (13-15) | Damgaard 7 | Halle du Centenaire, Wrocław Affluence : 6 593 Arbitrage : Stoļarovs, Līcis |
| 26 janvier 2016 20h30 | ×3              | Rapport | ×3 ×4 ×1   | Halle du Centenaire, Wrocław Affluence : 6 593 Arbitrage : Stoļarovs, Līcis |

| 27 janvier 2016 16h00 | Suède              | 22-14   | Hongrie | Halle du Centenaire, Wrocław Affluence : 5 900 Arbitrage : Stark, Ştefan |
| 27 janvier 2016 16h00 | Nilsson, Östlund 5 | (10-7)  | Bodó 5  | Halle du Centenaire, Wrocław Affluence : 5 900 Arbitrage : Stark, Ştefan |
| 27 janvier 2016 16h00 | ×3 ×5              | Rapport | ×3 ×1   | Halle du Centenaire, Wrocław Affluence : 5 900 Arbitrage : Stark, Ştefan |

## Statistiques et récompenses

### Récompenses
Johan Jakobsson a été élu meilleur arrière droit.
Mattias Andersson et Tobias Karlsson ont été nommés parmi les cinq meilleurs gardiens et défenseurs respectivement.

### Buteurs
Aucun suédois ne termine parmi les 10 meilleurs buteurs.

### Gardiens de but
Avec une moyenne de 34,7 % d'arrêts, Mattias Andersson est le cinquième meilleur gardien de la compétition.